# Краеведческий музей Печенежского района
Краеведческий музей Печенежского района им. Т. А. Сулимы — районный краеведческий музей в пгт Печенеги, Печенежский район Харьковской области. Музей находится в подчинении Печенежского райотдела культуры.

## Общие сведения
Печенежский краеведческий музей занимается не только экспонированием, но и сбором материальных, информационных источников и фотографий, с целью сохранения историм Печенег для будущих поколений.
Расположен музей в центре пгт Печенеги, в бывшей центральной тюрьме (Ново-Белгородский централ).

## История музея
Музей был открыт 26 марта 2002 года. Он разместился в историческом здании, находящемся на государственном реестре, как памятник истории. Здание построено в 1854 году уланами и входило в комплекс зданий военного поселения, а с 1869 года Ново-Белгородского (Печенежского) каторжного централа, в котором отбывали наказания различные преступники и политические заключенные: Долгушин, Алексеев, Мышкин, а также польские деятели.
Создателями музейной Печенежской казны были уважаемые односельчане: председатель совета музея, учитель-историк Михаил Иванович Матяш.
В 1980-х годах музей был возрождён благодаря председателю Печенежского поселкового совета Поддубному Анатолию Антоновичу и Сулиме Трофиму Ананиевичу, а с 2000 года — Веревочному Сергею Ивановичу.

## Фонды и экспозиция
В интерьерах экспозиционных залов музея представлены произведения искусства, документы, книги, предметы обихода, личные вещи, семейные фотографии. На государственном учёте музея находятся около 3,3 тысячи предметов, которые занесены в главный и научно-вспомогательный фонды. Музейная работа ведётся семью группами хранения: письменные свидетельства, фотодокументы, декоративно-прикладное искусство, изобразительное искусство, нумизматика, археология и другое.
Основой музейного собрания стали предметы из бывшего Общественного исторического музея им. Г. И. Петровского поселка Печенеги, который по решению Печенежского райисполкома 21 декабря 1960 был открыт в одной из комнат районного Дома культуры и 21 декабря 2010 отметил свой полувековой юбилей. Сейчас музей уже насчитывает 12 выставочных комнат, фондохранилище, три административных и две хозяйственные комнаты.
Особую ценность имеют археологические находки, эта коллекция состоит в основном из раскопок могильных курганов катакомбной культуры III тыс. до н. э. и неолитическое поселение V—IV тыс. до н. э.
Краеведческий музей Печенежского района им. Т. А. Сулимы посещают не только жители района и области, но и гости из регионов Украины, России, ближнего зарубежья, а также Польши, Израиля, Ливана, Франции, Японии, Китая.